# Монрупино
Монрупино (итал. Monrupino) је насеље у Италији у округу Трст, региону Фурланија-Јулијска крајина.
Према процени из 2011. у насељу је живело 581 становника. Насеље се налази на надморској висини од 309 м.

## Становништво
Према резултатима пописа становништва 2011. у општини је живело 881 становника.
| 1936. | 1951. | 1961. | 1971. | 1981. | 1991. | 2001. | 2011. |
| ----- | ----- | ----- | ----- | ----- | ----- | ----- | ----- |
| 563   | 572   | 640   | 702   | 834   | 847   | 868   | 881   |